# Magyar Légiforgalmi Rt.
A Magyar Légiforgalmi Rt. rövidítve ML Rt. majd 1931-től Malert, Magyarország történetének második légitársasága, melyet 1922-ben alapítottak, és 1946-ig működött, amikor is szovjet résztulajdonba kerülve felvette a Magyar–Szovjet Polgári Légiforgalmi Rt. nevet. Az ország történetében a Malert volt az első valódi, belföldi és nemzetközi járatokat is üzemeltető légicége, mely egykor Európa legnagyobbjai közé tartozott. Flottájának jelentős részét Fokker illetve Junkers repülőgépek alkották.

## Története

### Az első évek
A társaság 1922. november 19-én ben alakult meg Budapesten, az Aeroexpress Rt. fő riválisaként, de a repülőgépeket már 1921-ben elkezdték toborozni. Elődjével, de nem jogelődjével, a Magyar Aeroforgalmi Rt-vel ellentétben a Malert az utasszállítást nevezte meg fő tevékenységeként. Első lépésként hat darab Fokker F.III típusú egymotoros repülőgépet rendeltek a holland Fokker gyártól. Mivel a Fokker üzletpolitikája szerint csak a KLM-nek volt hajlandó légialkalmassági bizonyítványt kiállítani, mind a hat repülőt a KLM-en keresztül szállította Magyarországra. 1921. november 5-én az első megrendelt repülőgép Párizsba repült, majd a KLM 1921. november 6-án adta át a Magyar Légiforgalmi Rt-nek. Az első években a Malert főként belföldi járatokat üzemeltetett Budapest, Pécs, Szeged, Debrecen, Miskolc, Szombathely, Szolnok és Győr között, valamint 1923-ban elindította a Belgrád-Budapest-Bécs járatokat is. A bázisrepülőterük a Mátyásföldi repülőtér volt, de a Pécs–Pogány repülőtér is fontos székhelyük lett. 

### A fénykor
A növekvő utaslétszám miatt a Malert 1928-ban két darab Fokker F.VIIa és négy darab VIIIb repülőgépet vásárolt a kisebb Fokker F.III repülőgépek helyettesítésére, amiket 1929-ben vont ki végleg a forgalomból. A nagy gazdasági világválság alatt (a pontos évszám nem ismert) a cég összeolvadt legfőbb riválisával, az Aeroexpress Rt.-vel, ennek köszönhetően kilenc Junkers F 13 repülővel növelte a flottáját. 1932-ben a magyar repülőgépek lajstromjele HM-ről HA-ra változott. A Mátyásröldi repülőtér a válság után egyre több repülőgépet fogadott, és túl kicsinek bizonyult. A harmincas években emiatt elkezdődött a Budaörsi repülőtér építése, amit már kifejezetten nagy befogadóképességűre terveztek, terminálépülettel. Az új légkikötő 1937. június 20-ra lett kész, ekkor a Malert is ide helyezte át a bázisát.
1935-ben a Malert rendelést adott le három darab Ju 52-es, nagy kapacitású repülőgépre, amik 1936-ra meg is érkeztek. A pozitív eredmények miatt 1937-ben további öt Ju-t rendeltek, és megkezdték a Fokkerek kivonását a flottából. 1938-ban öt repülőgép érkezett az olasz Savioa-Marchetti gyárból is. Utolsóként pedig három darab Focke Wulf Fw.58 gépet szereztek be, ezzel végleg búcsút intve a Fokkereknek.

### A Malert hanyatlása és bukása
1939-ben a kevésbé népszerű olasz repülőgépeket a cég átadta a Magyar Légierőnek, amely ezután ejtőernyős gyakorlatra használta őket. Mivel a társaság bevételei kiemelkedően jók voltak, tervezték a flotta további bővítését, de ez sosem valósulhatott meg. A nemsokára kitört második világháború alatt a Malert megpróbált talpon maradni, de a polgári légiforgalom fenntarthatatlan volt. 1944-ben a légitársaság csődbe ment, és összes járatát leállította. 1945-ben, a háború végén összes megmaradt repülőgépe a Magyar Néphadsereg tulajdonába került. A szovjet megszállást követő államosítást a Malert sem kerülhette el. A Malert és a szovjet Aeroflot 1946-ban kötöttek megállapodást, miszerint egy új légitársaságot hoznak létre, melynek 50%-a magyar, 50%-a szovjet tulajdonú lesz. A szerződést 1946. március 29-én írták alá, ezzel létrejött a Malert jogutódja, a Magyar–Szovjet Polgári Légiforgalmi Rt. (MASZOVLET). A Malert felszámolása 1946. július 31-én fejeződött be.

## Repülőesemények
- 1929. május 18-án a H-MABF lajstromjelű Fokker F.III-as Csepel felett szárnytörés miatt lezuhant, ketten meghaltak.[1]
- 1938. március 28-án a HA-FND lajstromjelű Fokker F.VIII repülőgép Nyíregyházán leszállás után épületnek ütközött, selejtezték.[2][3]
- 1938. augusztus 10-én a HA-FNC lajstromjelű Fokker F.VIII repülőgép Hajdúszoboszlón lezuhant, 12 személy vesztette életét.[4][5]
- 1941. január 17-én a HA-JUA lajstromjelű Ju52-es Nagyváradon lezuhant, tizenketten meghaltak.[6][7]

## Galéria

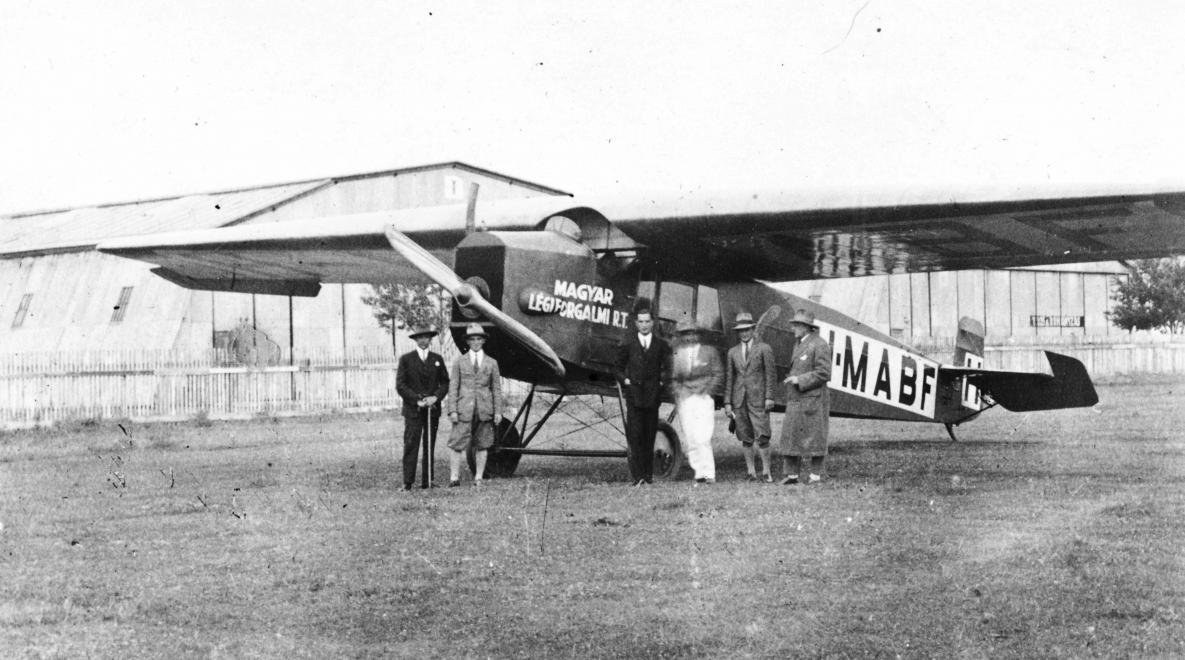
Fokker F.III Mátyásföldön
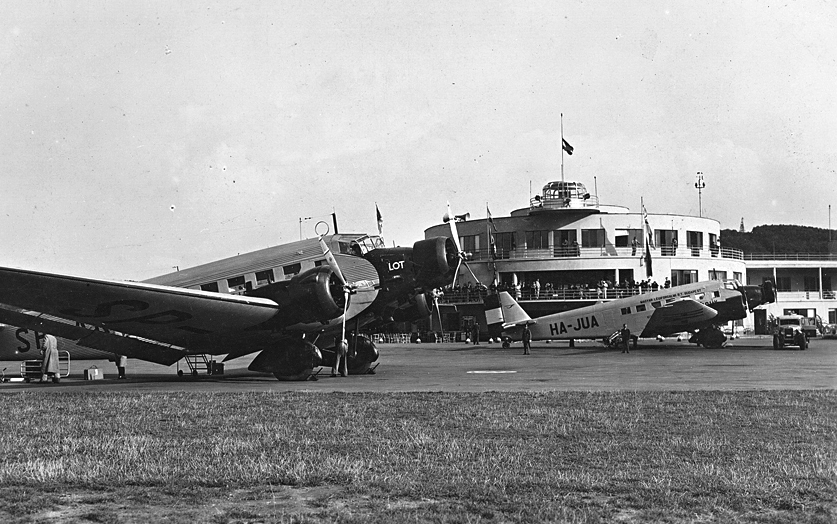
A HA-JUA lajstromjelű Ju 52-es Budaörsön
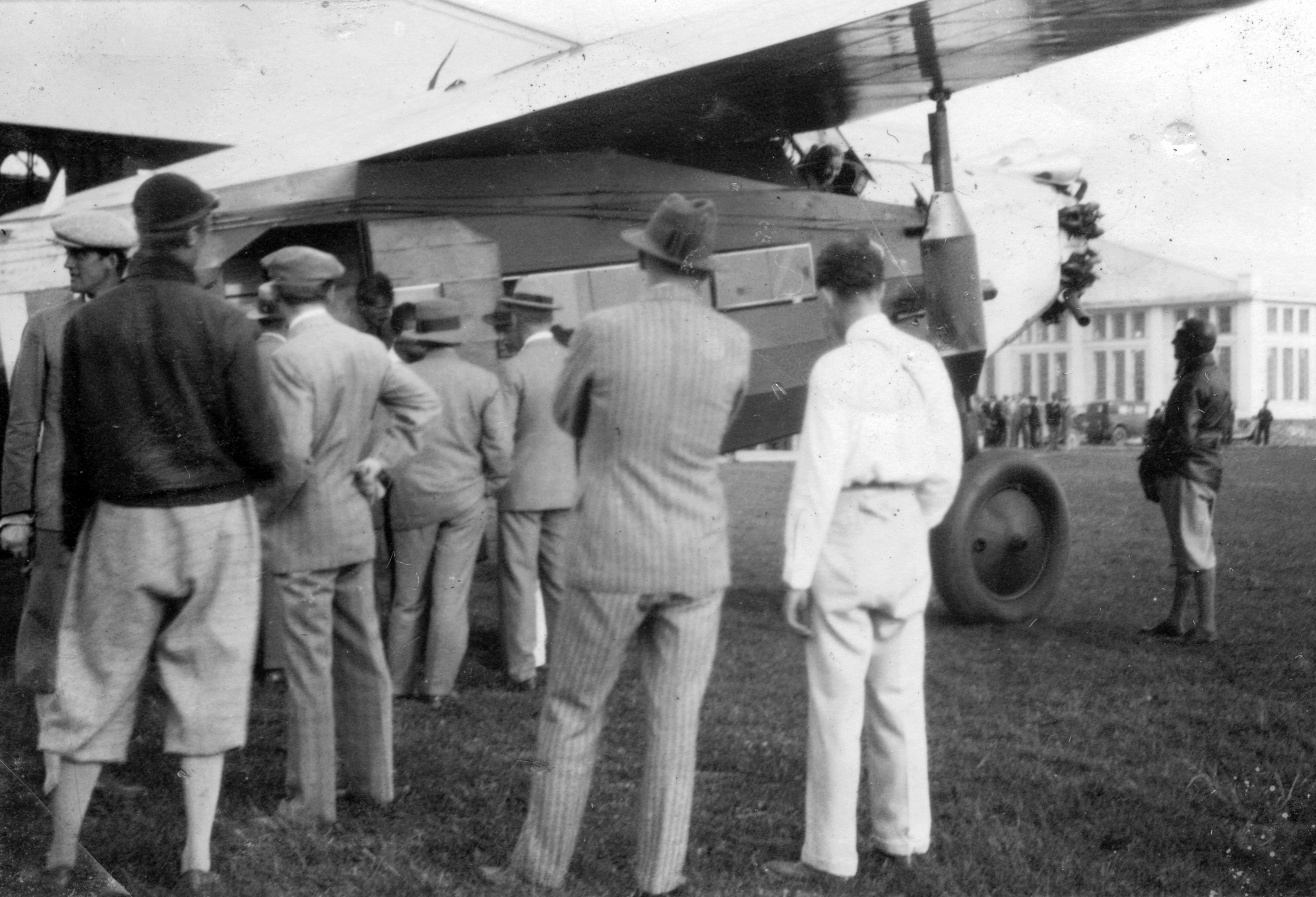
Fokker F.VII
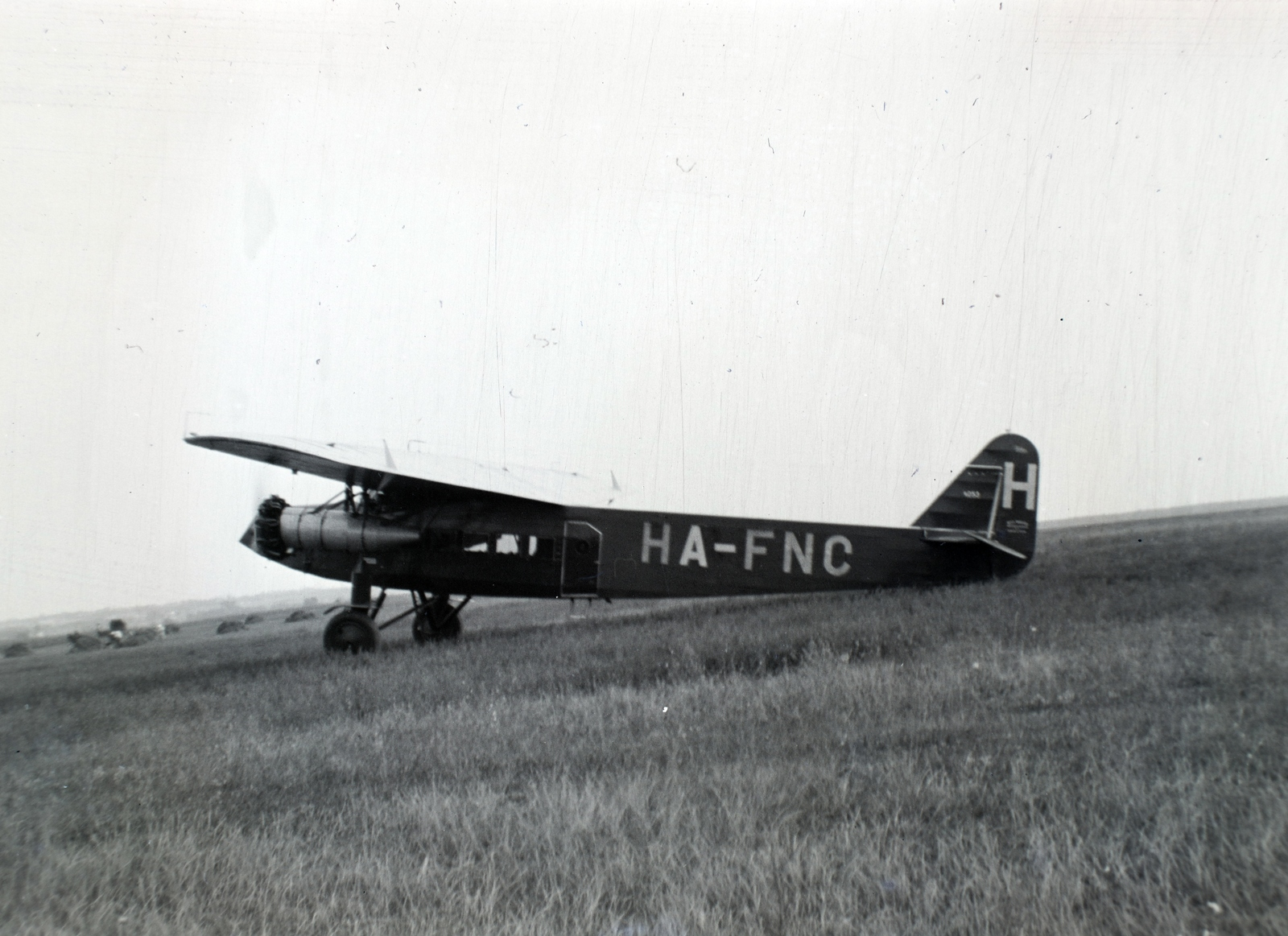
Fokker F.VIII